# Polylepis subtusalbida
Polylepis subtusalbida es una especie de árbol del género Polylepis, endémica de Bolivia.

## Taxonomía
Polylepis subtusalbida fue descrita por los botánicos alemanes Michael Kessler (abrev. bot. M.Kessler) y Alexander Nikolai Schmidt-Lebuhn (abrev. bot. Schmidt-Leb.), y publicada en Organisms, Diversity and Evolution 6(1): 69 en 2006.
Basónimo
- Polylepis incana subs. subtusalbida Bitter Bot. Jahrb. Syst. 45: 640. 1911.[3]

Sinonimia
- Polylepis besseri var. abbreviata Bitter Bot. Jahrb. Syst. 45: 628. 1911.
- Polylepis besseri subsp. subtusalbida (Bitter) M.Kessler Candollea 50: 154. 1995.